# Arkitektens trøst
Arkitektens trøst (Fallopia baldschuanica) (også kaldet Sølvregn) er en slyngende lian med en kraftig og frodig vækstform. Planten er meget tørketålende.

## Beskrivelse
Barken er først rødlig med grønne striber, men bliver senere grå. Knopperne er spredte, grønne og spidse. I vintertiden ses de afblomstrede toppe af blomster ved hver skudspids. Bladene er ægformede til hjerteformede, helrandede og glatte. Farven er lysegrøn på begge sider. Blomsterne er 6-8 mm i diameter og hvide. De sidder mange sammen i endestillede toppe. Frugterne er sorte, trekantede nødder af samme type som frøene af Boghvede. De modner godt og spirer villigt.
Rodnettet består af en forveddet og meget omfangsrig rodknold med vidtrækkende, tykke hovedrødder og mange tynde siderødder. Planten er meget tørketålende.
Højde x bredde og årlig tilvækst: 15 x ? m (100 x ? cm/år). 

## Hjemsted
Arkitektens trøst stammer fra Tajikistans bjergskove, hvor den optræder som lian sammen med flere arter af blandt andet poppel og pil.
| Portal | Portal:Botanik |